# Kyoko Mizuki
Kyoko Mizuki (水木 杏子?, Mizuki Kyōko; pseudonimo di Keiko Nagita, 名木田 恵子 Nagita Keiko; Tokyo, 28 novembre 1949) è una scrittrice giapponese, famosa soprattutto per essere l'autrice del manga Candy Candy da cui poi è stato tratto l'omonimo anime dalla Toei Animation. È anche una prolifica autrice di romanzi, poesie, saggi e testi di canzoni. È infatti lei l'autrice del testo giapponese della sigla della serie animata di Candy Candy.

## Biografia
Kyoko Mizuki, pseudonimo di Keiko Nagita, dopo la morte di suo padre quando aveva 12 anni ha iniziato a scrivere di una famiglia immaginaria "The Andrews" per alleviare la sua solitudine. Ha affermato: «mi sento come se la famiglia Andrews abbia vegliato su di me con affetto. La mia storia di scrittrice è iniziata con loro».

Negli anni dell'adolescenza ha lavorato come attrice presso la Shiki Theatre Company e durante il suo grado undicesimo a scuola, ha ricevuto un premio ad un concorso per brevi racconti di una rivista per giovani, Jogakusei no Tomo.

All'età di 19 anni Mizuki ha deciso di diventare scrittrice a tempo pieno, dopo aver pubblicato il suo primo racconto, Yomigaeri, Soshite wa Natsu in una rivista.
Un anno dopo, ha auto-pubblicato la sua raccolta di poesie intitolato Kaeru. Si laurea presso il Bunkagakuin College.
Poi, cinque anni dopo, Sanrio Company (Ltd.) ha pubblicato le sue opere poetiche, Omoide wa Utawanai. Tra il 1970 e il 1980, ha scritto per lo più brevi racconti e manga romantici per riviste shōjo (dirette a ragazze adolescenti) sotto pseudonimi diversi.
Nei suoi saggi personali, ha dichiarato che quando aveva 21 anni, scrisse Candy Candy per curare il suo dolore dopo la morte della madre.

Quando ha iniziato a scrivere il manga Candy Candy per la rivista Nakayoshi nel 1975, ha preso ispirazione dal suo manoscritto originale, che è stato successivamente pubblicato come romanzo di Candy Candy (Candy Candy novel, "romanzo di Candy Candy") nel 1978.

Il manoscritto originale consta di 2.000 pagine, di cui 1.400 pagine sono state modificate e curate per la pubblicazione.

Il romanzo è stato ripubblicato da BOOK-ing (Inc.) nel 2003, grazie ad una petizione internazionale dei fan appassionati attraverso il sito Fukkan.com.
Kyoko Mizuki ha voluto scrivere l'ultimo capitolo di Candy Candy in un albergo-castello in Francia, chiamato Domaine De Beauvois. Ha rivelato che ha voluto dire addio a Candice in un bel posto, e ha aggiunto che se fosse stato possibile, sarebbe voluta andare in Inghilterra. Quando è entrata nella stanza, ha raccontato, lacrime sono sgorgate dai suoi occhi, perché c'era l'immagine di una caccia alla volpe appesa al muro. Caccia alla volpe – dove ha perso la vita Anthony. Quando si ricorda di Candice, dice, le viene in mente quel giorno d'autunno, presso il bellissimo hotel. L'hotel era come la villa della famiglia Ardlay.

## Vita privata
Sposata, ha una figlia, ama trascorrere le vacanze estive nel loro cottage nell'Isola del Principe Edoardo, possiede una collezione di oggetti a forma di cuore in mostra al sito Aoitoru Bunko.

## Processi e sentenze legali
I diritti d'autore di Candy Candy sono stati contesi tra l'autrice, Kyoko Mizuki e l'illustratrice, Yumiko Igarashi dal 1997. Durante il processo Yumiko Igarashi ha sostenuto di essere lei l'autrice di Candy Candy e di aver creato le illustrazioni sulla base della sua storia. La sentenza finale del 30 maggio 2002 ha riconosciuto Kyoko Mizuki autrice e primo titolare dei diritti di Candy Candy e Yumiko Igarashi illustratrice e secondo titolare dei diritti, con diritti d'autore condivisi, ma le due autrici non hanno mai trovato un accordo. La signora Igarashi è stata condannata a pagare un risarcimento a Kyoko Mizuki, le è stato inoltre vietato per legge di disegnare e vendere nuove immagini o prodotti di Candy Candy senza il permesso della signora Mizuki.
Riepilogo dei cosiddetti “processi Candy” (1975-1979)
“Candy Candy” cominciò ad apparire a puntate su Nakayoshi, una rivista mensile di fumetti pubblicata da Kōdansha, in Giappone. Scritta da Kyoko Mizuki e disegnata da Yumiko Igarashi.
(1976-1979)
Fu prodotta la serie a cartoni animati per la tv Candy Candy dalla Toei Animation e fu trasmessa in tv dal network Asahi. Sin da allora, per oltre vent'anni, il copyright di “Candy” fu condiviso da Kyoko Mizuki e Yumiko Igarashi sotto la direzione di Kodansha. Ciononostante il diritto di fabbricare i “prodotti Candy” apparteneva alla Toei Animation.
(1995; febbraio)
Scade il contratto di gestione della Kodansha. Come risultato le due autrici divennero le responsabili della gestione del copyright.
(1995; novembre)
Mizuki e Igarashi convennero che i produttori di merce ottenessero l'autorizzazione da entrambe per utilizzare le immagini di Candy sui loro prodotti. Tutte e due firmarono il contratto.
(1997; maggio)
Mizuki scoprì che Igarashi iniziò a commercializzare Candy senza informarla. Ad Hong Kong venne pubblicato il manga di Candy Candy. In Giappone furono trovate delle “Candy print club”, cioè delle macchinette per foto istantanee con le immagini di Candy. Mizuki non sapeva niente in nessuno dei due casi fino a quando non fu informata da terzi. Quando Mizuki fece domande al riguardo, per la prima volta, Igarashi chiese l'autorizzazione per realizzare quegli articoli. Mizuki si rifiutò di rispondere perché non conosceva ancora i dettagli dell'affare. Igarashi proclamò la fine del loro accordo e iniziò a vendere le “riproduzioni delle immagini di Candy”.
(1999; febbraio)
Il giudice decise che "Igarashi non può realizzare o vendere prodotti Candy, senza il permesso di Mizuki, perché una parte dei diritti d'autore di Candy appartiene a Mizuki". Tuttavia, Igarashi fece ricorso ad un tribunale di grado superiore insistendo sul fatto che il suo diritto a creare immagini di Candy le era stato sottratto.
(1999; marzo)
Igarashi iniziò una nuova azione legale con i suoi nuovi avvocati. Ribadiva: «Le immagini di Candy sono esclusivamente mie. Cosa c'è di sbagliato nello sfruttamento dei miei disegni?» I sostenitori di Kyoko Mizuki ritengono che molte immagini stampate sulle merci sono tratte dalle scene della storia di Candy. Quelle scene non avrebbero potuto essere create senza la storia scritta da Mizuki. Nel frattempo, Igarashi continuò a realizzare le merci fabbricate dai produttori. Cominciò anche la commercializzazione di Candy all'estero. A Hong Kong, fu pubblicato un libro di illustrazioni e prese il via il dramma radiofonico a puntate Candy Candy.
(1999; ottobre)
L'Alta Corte di Tokyo consigliò ad entrambe le parti di trovare un accordo. Ma, i loro rapporti erano completamente incrinati!
(2000, marzo)
L'alta Corte respinge la causa (Questo significa letteralmente che Mizuki ha vinto la causa).
(2000; giugno)
La signora Igarashi si è appellata alla Corte Suprema.

## Opere

### Manga
- Sanremo ni Kanpai サンレモにかんぱい (come Keiko Nagita, illustrato da Waki Yamato) 1970
- Brandenburg no Asa ブランデンブルグの朝 (come Keiko Nagita, illustrato da Waki Yamato) 1970
- Le Grand Anne Gou wa Yuku ル・グラン・アンヌ号はゆく (come Keiko Nagita, illustrato da Waki Yamato) 1970
- Greenhill Monogatari グリーンヒル物語 (come Keiko Nagita, illustrato da Yasuko Aoike) 1970-1971
- Lorient no Aoi Sora ロリアンの青い空 (come Keiko Nagita, illustrato da Yoko Shima) 1974-1975
- Candy Candy キャンディ・キャンディ (come Kyoko Mizuki, illustrato da Yumiko Igarashi) 1975-1979 - poi nel 1990 in 3 volumi con le illustrazioni del manga; ristampato come un cartonato non illustrato nel settembre 2003, poi nell'agosto 2004
- Etruria no Ken エトルリアの剣 (come Keiko Nagita, illustrato da Kyoko Fumizuki) 1975
- Miriam Blue no Mizuumi ミリアムブルーの湖 (come Keiko Nagita, illustrato da Yasuko Aoike) 1975
- Hoshi eno Kaidan 星への階段 (come Akane Kouda, illustrato da Akemi Matsuzaki) 1975
- Byakuya no Nightingale 白夜のナイチンゲール (come Keiko Nagita, illustrato da Yoko Shima) 1976-1977
- Bara no Ki 薔薇の樹 (come Kyoko Mizuki, illustrato da Chikako Kikukawa) 1978
- Premier Muguet プルミエ・ミュゲ (come Kyoko Mizuki, illustrato da Yoko Hanabusa) 1979-1981
- Kirara Boshi no Daiyogen きらら星の大予言 (come Kyoko Mizuki, illustrato da Yū Asagiri) 1980-1981
- Sunday's Child  サンデイズチャイルド(come Kyoko Mizuki, illustrato da Tsubasa Nunoura) 1980-1981
- Tim Tim Circus ティム・ティム・サーカス (come Kyoko Mizuki, illustrato da Yumiko Igarashi) 1981-1982
- Loreley ローレライ (come Kyoko Mizuki, illustrato da Kaya Tachibana) 2008 - storia attualmente in pausa

### Romanzi
come Keiko Nagita:
- Candy Candy キャンディ・キャンディ 1978
- Umi ni Otiru Yuki 海におちる雪 1980
- Night Game ナイトゲ－ム 1985
- Moonlight Express ム－ンライト・エクスプレス 1986
- Fūko to Yūrei series ふ－ことユ－レイ (illustrato da Yumi Kayama) 1988-2002
- Umizikan no Marin 海時間のマリン 1992
- Akai Mi Haziketa 赤い実はじけた 1999
- Hoshi no Kakera 星のかけら 2000-2001
- Tenshi no Hashigo 天使のはしご 2002-2003
- Koppu no Naka no Yuuzora コップのなかの夕空 2004-2005
- air 2003
- Rainette, Kin Iro no Ringo レネット 金色の林檎 2006
- Ballerina Jikenbo series バレリーナ事件簿 2006-2008
- Birthday Club series バースディクラブ (illustrato da Yu Azuki) 2006-
- Candy Candy Final Story,   romanzo in due volumi (SHODENSHA Inc.) pubblicato in Giappone 01.11.2010

### Poesie
come Keiko Nagita:
- Kaeru 還る 1969
- Omoide wa Utawanai 思い出は歌わない 1974
- Otanjoubi ni お誕生日に (illustrato da Yoko Sano) 1975
- Fifty フィフティ 2004

### Libri illustrati
come Keiko Nagita:
- kodansha Ohimesama Ehon4 Ningyohime 講談社おひめさま絵本4 にんぎょひめ (illustrato da Makoto Takahashi) 1971
- Nemutai Kirin ねむたいキリン (illustrato da Keiji Nakamura) 1979
- Monmonku wa Yasasii モンモンクはやさしい (illustrato da Makoto Obo) 1979
- Shampoo Ōji no Bouken シャンプー王子のぼうけん (illustrato da Makoto Kubota) 2004
- Shampoo Ōji to Kitanai Kotoba シャンプー王子ときたないことば (illustrato da Makoto Kubota) 2005
- Shampoo Ōji to Daiakutou シャンプー王子と大あくとう (illustrato da Makoto Kubota) 2006

### Saggi
come Keiko Nagita:
- Mouitido Utatte もういちど歌って 1978
- Nagita Keiko Hitoritabi 名木田恵子ひとり旅 1980
- Anne no Shima, Kazedayori アンの島・風だより 1993 in collaborazione con Terry Kamikawa
- Islander Monogatari, Anne no Sima no Hitobito アイランダ－物語 アンの島の人々 1997

### Canzoni
come Keiko Nagita:
- Candy Candy キャンディ・キャンディ (compositore: Takeo Watanabe, artista：Mitsuko Horie)
- Ashita ga Suki あしたがすき (compositore: Takeo Watanabe, artista：Mitsuko Horie)
- Futari kiri no Lullaby ふたりきりのララバイ (compositore: Juichi Sase, artista：Ruo Megimi)
- Tazunebito futagoza 尋ね人ふたご座 (compositore: Juichi Sase, artista：Ruo Megimi)
- Ame no Suizokukan 雨の水族館 (compositore: Satsuya Iwasawa, artista：Ruo Megimi)
- Shabondama Love しゃぼんだまラブ (compositore: Masami Koizumi, artista：Ruo Megimi)
- Shiriau Maekara Zutto Suki 知りあう前からずっと好き (compositore: Toru Okada, artista：Yōko Ishida)
- Shizuku wa Anata no Sign しずくはあなたのサイン (compositore: Toru Okada, artista：Mitsuko Horie)
- Uwasa Shitteruwa 噂知ってるわ (compositore e artista：Miyuki Yokoyama)
- Shampoo Ōji no Bouken シャンプー王子の冒険 (compositore: Hironobu Kageyama, artista：Ikuko)
- Shampoo Ōji no Komoriuta シャンプー王子の子守唄 (compositore: Hironobu Kageyama, artista：Mayu Miyauchi)

## Premi e onorificenze
Kyoko Mizuki ha vinto nel 1977, con Yumiko Igarashi, il Kodansha Manga Award per il miglior shōjo manga per la serie Candy Candy.

Nel 2007, ha vinto il Japan Juvenile Writers Association Prize per il suo romanzo Rainette, Kin Iro no Ringo (Rainette – The golden apples), una storia d'amore tra una ragazza giapponese e un ragazzo bielorusso esposto alle radiazioni della centrale nucleare di Černobyl'.

## Pseudonimi
- Ayako Kazu (加 津 绫 子 Kazu Ayako)
- Akane Kouda (香田 あかね Kouda Akane)